# Syncope antenori
Syncope antenori är en groddjursart som beskrevs av Walker 1973. Syncope antenori ingår i släktet Syncope och familjen Microhylidae. IUCN kategoriserar arten globalt som livskraftig. Inga underarter finns listade i Catalogue of Life.